# (473112) 2015 HZ173
(473112) 2015 HZ173 es un asteroide perteneciente al cinturón de asteroides, descubierto el 3 de marzo de 2009 por el equipo del Catalina Sky Survey desde el Catalina Sky Survey, Arizona, Estados Unidos.

## Designación y nombre
Designado provisionalmente como 2015 HZ17.

## Características orbitales
2015 HZ173 está situado a una distancia media del Sol de 3,134 ua, pudiendo alejarse hasta 3,328 ua y acercarse hasta 2,939 ua. Su excentricidad es 0,062 y la inclinación orbital 12,15 grados. Emplea 2026 días en completar una órbita alrededor del Sol.

## Características físicas
La magnitud absoluta de 2015 HZ173 es 15,5.